# Jacobus de Belviso
Jacobus de Belviso, italijanski pravnik, * 1270, Bologna, † 1335.